# Automake
Automake — утилита для автоматической генерации файлов Makefile.in из файлов Makefile.am. Каждый файл Makefile.am фактически является набором макросов для программы make (иногда с несколькими правилами). Полученные таким образом файлы Makefile.in соответствуют стандартам GNU Makefile.
Утилита Automake используется в программировании, главным образом в Unix.
Automake разработан для того, чтобы убрать бремя сопровождения Makefile с плеч человека, ведущего проект GNU (и взвалить его на человека, сопровождающего Automake). Каждый такой файл обрабатывается, и из него создаётся файл Makefile.in. В каталоге проекта должен быть только один файл Makefile.am.

## Особенность
Automake накладывает на проект некоторые ограничения; например, он предполагает, что проект использует программу Autoconf , а также накладывает некоторые ограничения на содержимое файла configure.ac.
Automake требует наличие интерпретатора perl для генерации файлов Makefile.in. Однако дистрибутив, созданный Automake, является полностью соответствующим стандартам GNU и не требует наличия perl для компиляции.